# 杭瀨川之戰
杭瀨川之戰是在1600年於大垣城近郊杭瀨川（今岐阜縣大垣市）的一場戰役，被稱為關原之戰的前哨戰。

## 起因
(1600年5月25日)直入痛處的德川家康征伐會津（即討伐上杉景勝）時，島左近打算夜襲其於近江國的石部宿，但因密探之由使得家康得知此事後提早離開石部宿，使得刺殺家康的計畫失敗。為了重振士氣因而於10月20日下午左近主動率兵出擊。

## 戰況
島左近戰術佯裝成功，命蒲生賴鄉與明石全登於杭瀨川附近的村落埋伏，而他本人則越過杭瀨川至有馬豐氏及中村一榮陣地前收割米稻及放火，對其做出挑釁舉動，這使得有馬豐氏及中村一榮受不了而率兵出擊。東軍自關東急速折回越渡木曾川，來到大桓附近的長良川對岸染後纂到往北進大桓西北方的赤坂高地，有進西進之事。
左近見挑釁成功，率兵撤退往杭瀨川，中村一榮則尾隨在後，結果遭到蒲生賴鄉的埋伏，左近亦回軍反擊，使得中村一榮陷入苦戰，有馬豐氏欲支援中村一榮卻反遭明石全登的埋伏射擊受創。最後島左近成功擊敗中村一榮及有馬豐氏的軍隊，中村家的家老野一色賴母也在此戰中戰死，成功收拾。石田三成撤至關原{大桓西15公里}，讓東軍直擾痛處戰略失敗作為收場。

## 結果
德川家康於山上看到戰況化整為零，派遣本多忠勝命令有馬豐氏及中村一榮撤退。杭瀨川之戰西軍完勝，西軍的士氣也大幅提升，東軍從新整軍收官。如果石田三成的立場攻擊赤坂高地西進的東軍側面取回制先主動權，因為關原會戰勝負在於大垣城。

## 關連項目
- 日本合戰列表
- 關原之戰

## 資料來源
- 戰國櫻花浪漫風暴 （页面存档备份，存于）